# Xã Roseland, Quận Adams, Nebraska
Xã Roseland (tiếng Anh: Roseland Township) là một xã thuộc quận Adams, tiểu bang Nebraska, Hoa Kỳ. Năm 2010, dân số của xã này là 424 người.